# خوسه میراکا
خوسه میراکا (اسپانیایی: José Miracca‎; ۲۳ سپتامبر ۱۹۰۳ – نامشخص) بازیکن فوتبال اهل پاراگوئه بود.
از باشگاه‌هایی که در آن بازی کرده‌است می‌توان به باشگاه فوتبال ناسیونال پاراگوئه اشاره کرد.
وی همچنین در تیم ملی فوتبال پاراگوئه بازی کرده‌است.